# Põhimaantee 11
De Põhimaantee 11 is een hoofdweg in Estland. De weg vormt de ringweg van de hoofdstad Tallinn en is 38,4 kilometer lang. Het is onderdeel van de Europese weg 265 tussen Tallinn en Kappelskär.
De Põhimaantee 11 begint bij Maardu, ten oosten van Tallinn, bij de kruising met de Põhimaantee 1. Daarna loopt hij om het zuiden van Tallinn heen. Bij Pildiküla wordt de Põhimaantee 2 naar Tartu gekruist en bij Saue de Põhimaantee 4 naar Pärnu. De weg eindigt in Keila op de Põhimaantee 8 naar Paldiski.